# Diaptomus claviger
Diaptomus claviger is een eenoogkreeftjessoort uit de familie van de Diaptomidae. De wetenschappelijke naam van de soort werd in 1785 voor het eerst geldig gepubliceerd door Otto Friedrich Müller.